# Eunápio

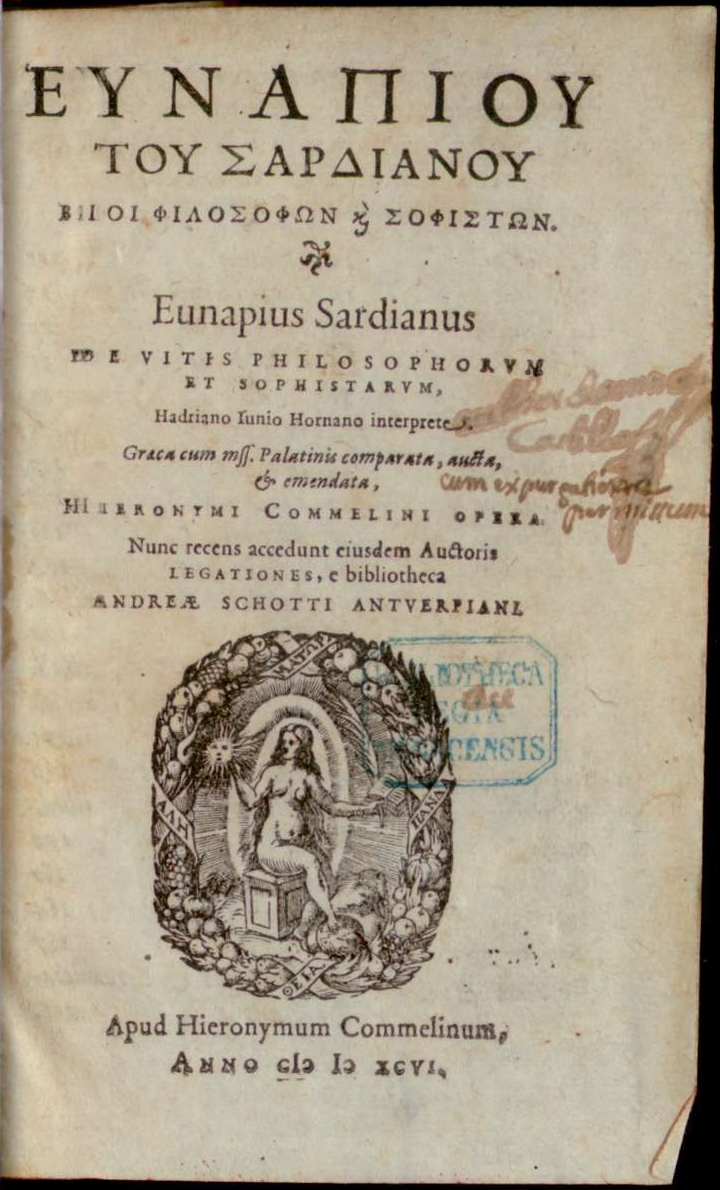
obra de Eunápio

Eunápio de Sárdis (em grego:  Εὐνάπιος; fl. ca. 347 – 414 era comum) foi um sofista, historiador e biógrafo conhecido principalmente por sua obra Vida dos sofistas, escrita entre 396 e 399 e que consiste de biografias de filósofos neoplatônicos, retóricos e médicos.

## Vida
Eunápio era nativo de Sárdis, uma cidade na Ásia Menor onde passou a maior parte de sua vida. Aos quinze anos ele velejou para Atenas onde estudou por anos com o sofista cristão Prohaerésio. Em Atenas, ele também foi iniciado nos Mistérios de Elêusis pelo mesmo hierofante de Juliano. Após esse período, compelido por seus pais retornou aos 19 anos para Sárdis onde lecionou retórica pela manhã enquanto estudava filosofia à tarde sob o cristão Crisâncio. Neste período, ele passou a fazer parte do círculo de sofistas pagãos que incluia Oribásio, o ex-médico da corte do Imperador Juliano.

## Filosofia
Eunápio traz uma consciência das sobreposições entre filosofia e sofística, entre Platão e os sofistas mais velhos, à tarefa de destacar as carreiras dos neoplatônicos, com isso, Eunápio tira o sentido original do termo sofisma quando usado para descrever as doutrinas dos neoplatônicos.
Eunápio era mais explicitamente anti-cristão do que foi Olimpiodoro de Tebas especialmente na primeira edição de sua obra. Fócio nos diz que Eunápio produziu uma segunda edição sem o material anti-cristão mais extremo.

## Obras
Eunápio é conhecido por ter escrito dois trabalhos literários Vida dos Filósofos e Sofistas, a História depois de Déxipo, que consiste da cobertura dos anos de 270 até 404 em quatorze livros cujos fragmentos são preservados na Suda e o escrito Excerpta de sententiis, uma antologia de resumos de trabalhos literários compilada sob a ordem do imperador Constantino VII.

### Vida dos Filósofos e Sofistas
A obra Vida dos filósofos e sofistas escrita por volta de 396, é uma coleção que chegou até os dias de hoje de 44 pequenos textos biográficos, a maioria deles de neoplatonistas do século IV. É mais ou menos da própria linhagem filosófica e uma história dos professores, colegas e parentes de Eunápio.